# Гёреле
Гёреле (тур. Görele) — город и район ила Гиресун на черноморском побережье на востоке Турции. Население 16.033 человека (2010).

## История
Основан генуэзцами как торговый пункт на Анатолийском побережье Чёрного моря. В 20 км к востоку от города находятся руины генуэзского замка. В XIII—XIV вв. город был заселён туркменским племенем чепни из Хорасана.
С 1878 по 1922 гг. район входил в состав вилайета Трабзон. После провозглашения Турции республикой он вошёл в состав вновь образованного вилайета (затем ила) Гиресун.
В 1916—1918 гг. в ходе Первой мировой войны город занимали русские войска.